# Esta é a Nossa Pátria Bem Amada
"Esta é a Nossa Pátria Bem Amada" (tiếng Việt: Đây là Tổ quốc quý báu thân yêu của chúng tôi) là quốc ca Guinea-Bissau và từng là cựu quốc ca của Cape Verde. Bài hát được viết lời bởi cựu chính trị gia lỗi lạc mang hai quốc tịch Cape Verde và Guinea- Bissau Amílcar Cabral, được phổ nhạc bởi nhạc sĩ người Trung Quốc Tiểu Hà. Năm 1974, Guinea-Bissau và Cape Verde dành được độc lập. Tuy nhiên tới năm 1996, Cape Verde đổi quốc ca sang bài "Cântico da Liberdade".

## Lời

### Lời tiếng Bồ Đào Nha
I
Sol, suor e o verde e mar,
Séculos de dor e esperança;
Esta é a terra dos nossos avós!
Fruto das nossas mãos,
Da flôr do nosso sangue:
Esta é a nossa pátria amada.

Coro:
Viva a pátria gloriosa!
Floriu nos céus a bandeira da luta.
Avante, contra o jugo estrangeiro!
𝄆 Nós vamos construir
Na pátria imortal
A paz e o progresso! 𝄇

II
Ramos do mesmo tronco,
Olhos na mesma luz:
Esta é a força da nossa união!
Cantem o mar e a terra
A madrugada e o sol
Que a nossa luta fecundou.

### Lời tiếng Việt
I
Mặt trời, mồ hôi, cỏ cây và biển cả,
Hàng thế kỷ của những đau thương và hy vọng;
Đây chính là vùng đất tổ tiên truyền lại cho chúng ta!
Những trái ngọt được làm nên từ đôi bàn tay ta,
Từ những bông hoa kết từ máu:
Đây là quê hương thân yêu của chúng ta!

Điệp khúc:
Quê hương quang vinh muôn năm!
Ngọn cờ khởi nghĩa vẫn bay phấp phới trên bầu trời xanh.
Tiến lên, xéo nát lũ giặc ngoại xâm!
𝄆 Chúng ta sẽ cùng nhau kiến thiết
Trong đất Mẹ bền vững này!
Nền hoà bình và tiến bộ! 𝄆

II
Những cành cây trên cùng một thân cây,
Những đôi mắt cùng nhìn một tia sáng;
Đây là sức mạnh cho sự thống nhất của chúng ta!
Hát vang trên đất liền, trên biển,
Bình minh và mặt trời
Ươm mầm cho cuộc chiến đấu!

Điệp khúc